# Гарей, Юсуф
Юсуф Гарей (настоящее имя — Юсуф Ибрагимович Гареев; баш. Йософ Гәрәй, Йософ Ибраһим улы Гәрәев, тат. Йосыф Гәрәй, Йосыф Ибраһим улы Гәрәев; 1904—1988) — башкирский писатель и переводчик, журналист, педагог. Член Союза писателей Башкирской АССР (1936).

## Биография
Юсуф Ибрагимович Гареев родился 7 (20) марта 1904 года в деревне Базгиево Белебеевского уезда Уфимской губернии (ныне в Шаранском районе Башкортостана). По национальности татарин.
Окончив начальную школу в родной деревне, продолжил обучение в школе села Шаран. После окончания школы поступил в Белебеевский педагогический техникум.
С 1923 года преподавал в сельских школах Чекмагушевской и Бакалинской волостей Белебеевского кантона, а в 1928—1929 годах был инспектором народного отдела образования того же кантона. Служил в Красной Армии.
В 1931—1936 годах работал в должности инспектора-методиста в Народном комиссариате просвещения Башкирской АССР.
В 1936 году преподавал в Башкирском педагогическом институте имени К. А. Тимирязева (ныне Уфимский университет науки и технологий).
В 1937—1939 годах был ответственным секретарём правления Союза писателей Башкирской АССР.
В 1940 году был арестован и репрессирован. До 1950 года находился в заключении. В 1957 году был реабилитирован. В 1958 году вернулся в Уфу.
Умер 2 марта 1988 года в Уфе, похоронен на родине[где?].

## Творческая деятельность
В 1925 году были опубликованы первые стихотворения в республиканских газетах. В своей поэзии Юсуф Гарей воспевает развитие страны, быстрые темпы индустриализации и создание колхозов. В 1932 году издана его первая книга «Тимер». В поэме «Гулейфа» рассказывается о представителях юного поколения, которые продолжают дело отцов в борьбе за новую жизнь. В стихах, которые были включены в сборники «Полёт героев», «Спасибо, страна, что счастье дала», показаны события тех времён.
В 1963 году вышла документальная повесть «Банат Батырова», в которой писатель рассказывает о первой женщине, удостоенной звания Героя Социалистического Труда, — Б. Х. Батыровой.
Для детей Юсуф Гарей написал более десяти книг: «Өйрәнде нисек өрөргә көсөк» (1963; в русском переводе — «Как щенок научился лаять», 1975), «Зирәк ҡуян» (1969; «Мудрый заяц»), «По щучьему велению», «Телле сәскәләр» (1977; «Говорящие цветы») и другие.
Для произведений, включённых в сборники «Йәйғор аша» (1974; «Сквозь радугу») и «Яҡташтарға хат» (1984; «Письмо землякам»), свойственны философичность и гуманизм.
Юсуф Гарей перевёл на башкирский язык произведения Н. В. Гоголя, М. Горького, А. С. Пушкина, А. П. Чехова, В. Гюго и других, которые вышли отдельными книгами. Также он участвовал в подготовке учебников, новых программ и методических пособий по башкирскому языку и литературе. В 1971 году издана книга «Откуда эти слова?», где автор объяснял происхождение слов, исследовал проблемы этимологии.

## Книги
- Шиғырҙар. Өфө, 1964.
- Телле сәскәләр: әкиәттәр. Өфө, 1977.

## Память
- В деревне Базгиево его именем названа улица. На доме, где жил писатель, установлена мемориальная доска.

## Известные адреса
- Уфа, Айская улица, дом 76, квартира 11.[5]